# Euryprosopus clavipes
Euryprosopus clavipes là một loài bọ cánh cứng trong họ Cerambycidae.